# Eduardo Pires
Eduardo Pires de Lima Rebello (Rio de Janeiro, 9 de junho de 1980) é um ator e produtor cinematográfico brasileiro. Pires tornou-se conhecido após interpretar o professor Vicente Campos, na telenovela Rebelde (2011–2012), exibida pela RecordTV.

## Carreira
Formado na Casa de Artes de Laranjeiras, Pires estreou na televisão em 2004, interpretando Abel na telenovela Começar de Novo, exibida pela Rede Globo. No mesmo ano, ele estreou no cinema vivendo Serginho, um dos namorados de Cazuza no filme auto-biográfico do cantor, Cazuza - O Tempo Não Para. No teatro, esteve no elenco de O Ateneu, sob direção de Leonardo Brício e Gaspar Filho, Momentos – Beijos de Nelson Rodrigues, de Nelson Rodrigues Filho, além ter produzido longas como Porcos com Asas e Aniversário de Casamento.

## Filmografia

### Televisão
| Ano     | Título              | Personagem                  | Notas                              |
| ------- | ------------------- | --------------------------- | ---------------------------------- |
| 2004    | Começar de Novo     | Abel Borges                 |                                    |
| 2005    | Malhação            | Roberto Dias Moreira (Beto) | Temporada 12                       |
| 2005    | Linha Direta        | Gustavo                     | Episódio: "Zé Arigó"               |
| 2006    | Sinhá Moça          | José Coutinho               |                                    |
| 2007    | Luz do Sol          | Vicente Souza               |                                    |
| 2008    | Capitu              | Jovem Poeta                 |                                    |
| 2009    | Por Toda Minha Vida | Dé Palmeira                 | Episódio: "Cazuza"                 |
| 2011–12 | Rebelde             | Vicente Antônio Campos      |                                    |
| 2013    | Balacobaco          | Lúcio Vilar                 |                                    |
| 2014    | Milagres de Jesus   | Airã                        | Episódio: "A Pesca Maravilhosa"    |
| 2014    | Vitória             | Felipe Ramos                | Episódios: "2 de junho–8 de julho" |

### Cinema
| Ano  | Título                      | Personagem    |
| ---- | --------------------------- | ------------- |
| 2004 | Cazuza - O Tempo Não Para   | Serginho Dias |
| 2010 | Um Domingo para Dois Amores | Junior        |